# بعد الحلاقة (فلم)
بعد الحلاقة هو فيلم لبنان قصير للمخرج اللبناني هاني تامبا، فاز هذا الفيلم بجائزة سيزار 2006 لأفضل فيلم قصير.

## ملخص
فقد أبو ميلاد صالون الحلاقة الخاص به خلال الحرب الأهلية اللبنانية، وبعدها كان يكسب رزقه عن طريق قص شعره في مقاهي الطبقة العاملة في بيروت، وفي أحد الأيام تم استدعاؤه من قبل شخص منعزل يعيش في منزل برجوازي كبير.

## الشخصيات
- رفيق علي أحمد في دور ريموند بدر
- محمود مبسوط في دور أبو ميلاد
- جوليا قصار في دور سميرة بدر
- فادي ريدي في دور جميل

## روابط خارجية
- مقالات تستعمل روابط فنية بلا صلة مع ويكي بيانات
- قاعدة بيانات الأفلام على الإنترنت
- الإعلان التشويقي